# رائول آکنه
رائول آکنه (انگلیسی: Raül Agné؛ زادهٔ ۲۴ مهٔ ۱۹۷۰) بازیکن فوتبال اهل اسپانیا است.
از باشگاه‌هایی که در آن بازی کرده‌است می‌توان به باشگاه فوتبال ژیرونا و باشگاه فوتبال رئال ساراگوسا اشاره کرد.